# Peter Adamson
Peter Adamson, född 10 augusti 1972 i Boston, är en amerikansk filosof och författare. Han är professor vid Münchens universitet och vid King's College London.